# Liedekahler Wassermühle

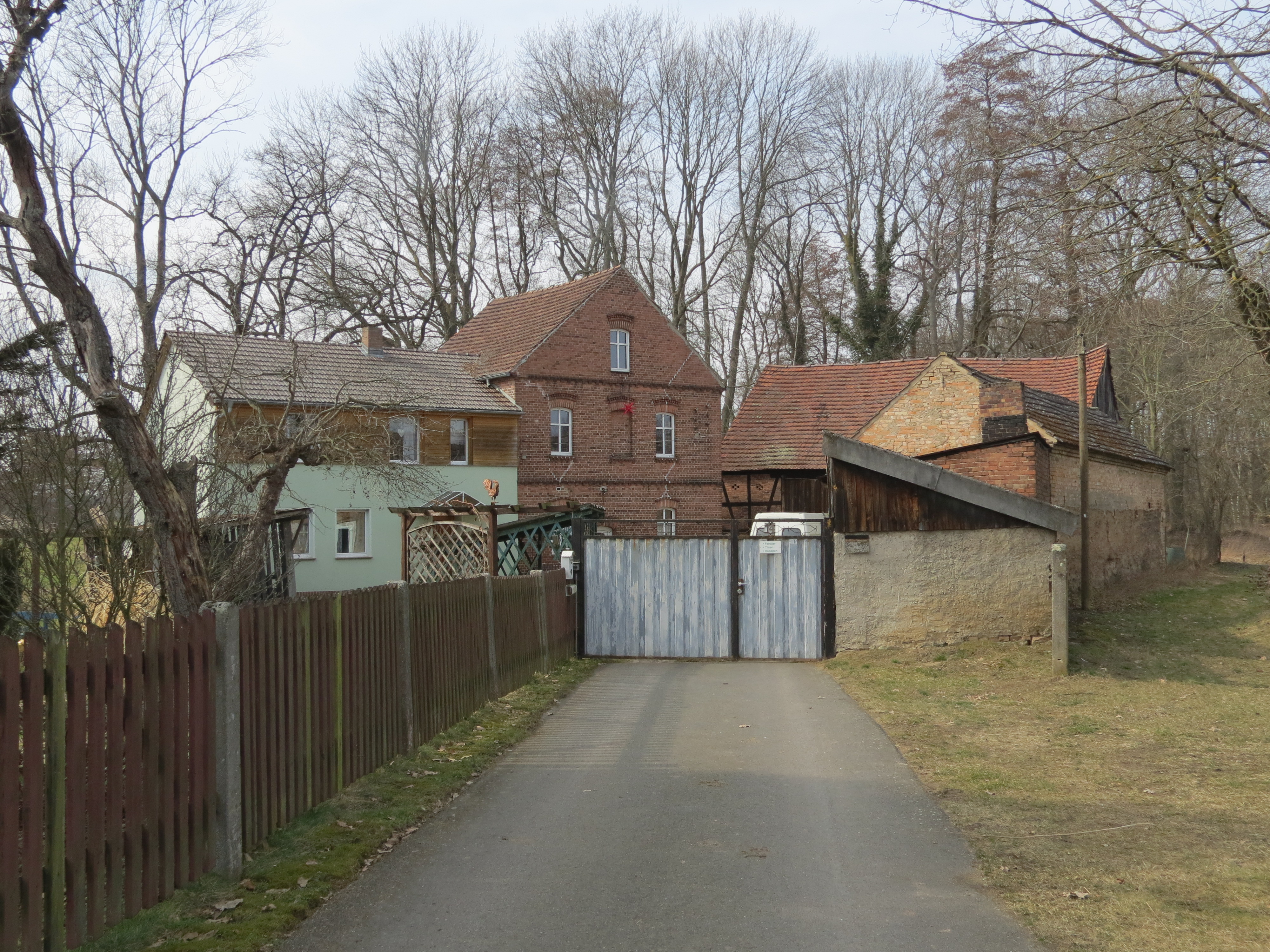
Liedekahler Wassermühle, Zugang von der Dorfaue

Die Liedekahler Wassermühle (auch Wassermühle Liedekahle und Schulzes Mühle Liedekahle genannt) ist eine historische Wassermühle an der Dahme im Gemeindeteil Liedekahle der Gemeinde Dahmetal im Landkreis Teltow-Fläming (Brandenburg). Die ehemalige Mühle ist eine der 18 historischen Wassermühlen an der Dahme und eine Station am Dahme-Wassermühlen Rad- und Wanderweg. Sie ist vor 1767/87 entstanden.

## Lage
Die Liedekahler Wassermühle liegt etwas außerhalb der Dorfaue von Liedekahle an der Dahme. Im südlichen Teil der Dorfaue führt eine kurze Straße zur ehemaligen Wassermühle. Sie liegt auf etwa 74 m ü. NHN.

## Geschichte
Die Liedekahler Wassermühle findet sich schon im Schmettauschen Kartenwerk von 1767/87, allerdings ohne Eigennamen. Dort ist die Mühle durch das Wassermühlensymbol an der Dahme bei Liedekahle gekennzeichnet. August Schumann nennt 1818 (er beschreibt aber den Zustand zu sächsischer Zeit; i.e. vor/bis 1815) zwei Wassermühlen und eine Windmühle in Liedekahle.
Die Topographisch-statistische Uebersicht des Regierungsbezirks Frankfurth a. d. O. von 1820 führt die Liedekahler Mühlen auf, eine Wind- und eine Wassermühle. Dazu gehörte eine Feuerstelle (Wohngebäude), in dem vier Personen lebten. Dass es nur eine Wassermühle in Liedekahle gab, ist sicher falsch, denn nur wenig vorher und nachher sind zwei Wassermühlen in Liedekahle nachgewiesen. Die Topographisch-statistische Uebersicht des Regierungs-Bezirks Frankfurt a. d. O. von 1840 wiederholt die falschen Angaben von 1820 (Dorf mit einer Windmühle und einer Wassermühle).
Die Rein-Karte von 1829 nennt die Rothe Mühle und die Kleine Mühle in Liedekahle; letztere ist damit sicher mit der Liedekahler Wassermühle identisch. Im Urmesstischblatt Blatt 4047 Golßen von 1847 ist das Mühlensymbol für die Liedekahler Wassermühle nur zu erahnen; das Mühlengehöft ist aber deutlich zu erkennen.

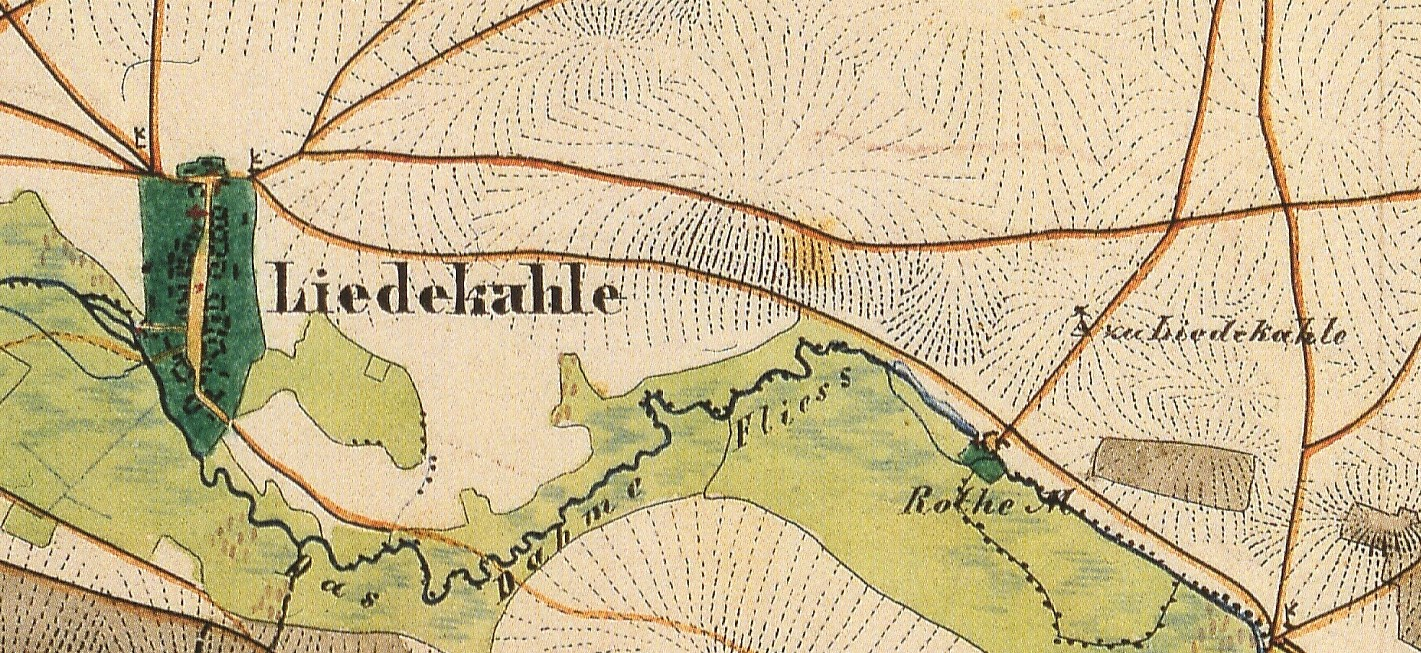
Liedekahle mit Rothe Mühle, Windmühle und Liedekahler Wassermühle, Ausschnitt aus dem Urmesstischblatt 4047 Golßen von 1847

Riehl und Scheu erwähnen 1861 nur die zwei Wassermühlen, nicht die Windmühle. Eine der Wassermühlen war nach ihren Angaben bereits mit Dampfkraft verbunden. Bei dieser Mühle kann es sich nur um die Kleine Mühle oder Liedekahler Wassermühle handeln. Der Besitzer war ein Mann namens Oelschläger aus der weitverbreiteten Müller-Sippe der Oelschläger. Woher er kam, ließ sich bisher noch nicht klären.
Das Topographisch-statistische Handbuch des Regierungs-Bezirks Frankfurt a. O. von 1864 beschreibt Liedekahle wie folgt: Dorf mit einer Windmühle und zwei Wassermühlen. Die bereits mehrmals erwähnte Windmühle stand nordöstlich der Rothemühle.
1935 und 1938 gehörte die Liedekahler Wassermühle dem Alfred Schulze, Bauer und Mühlenbesitzer.

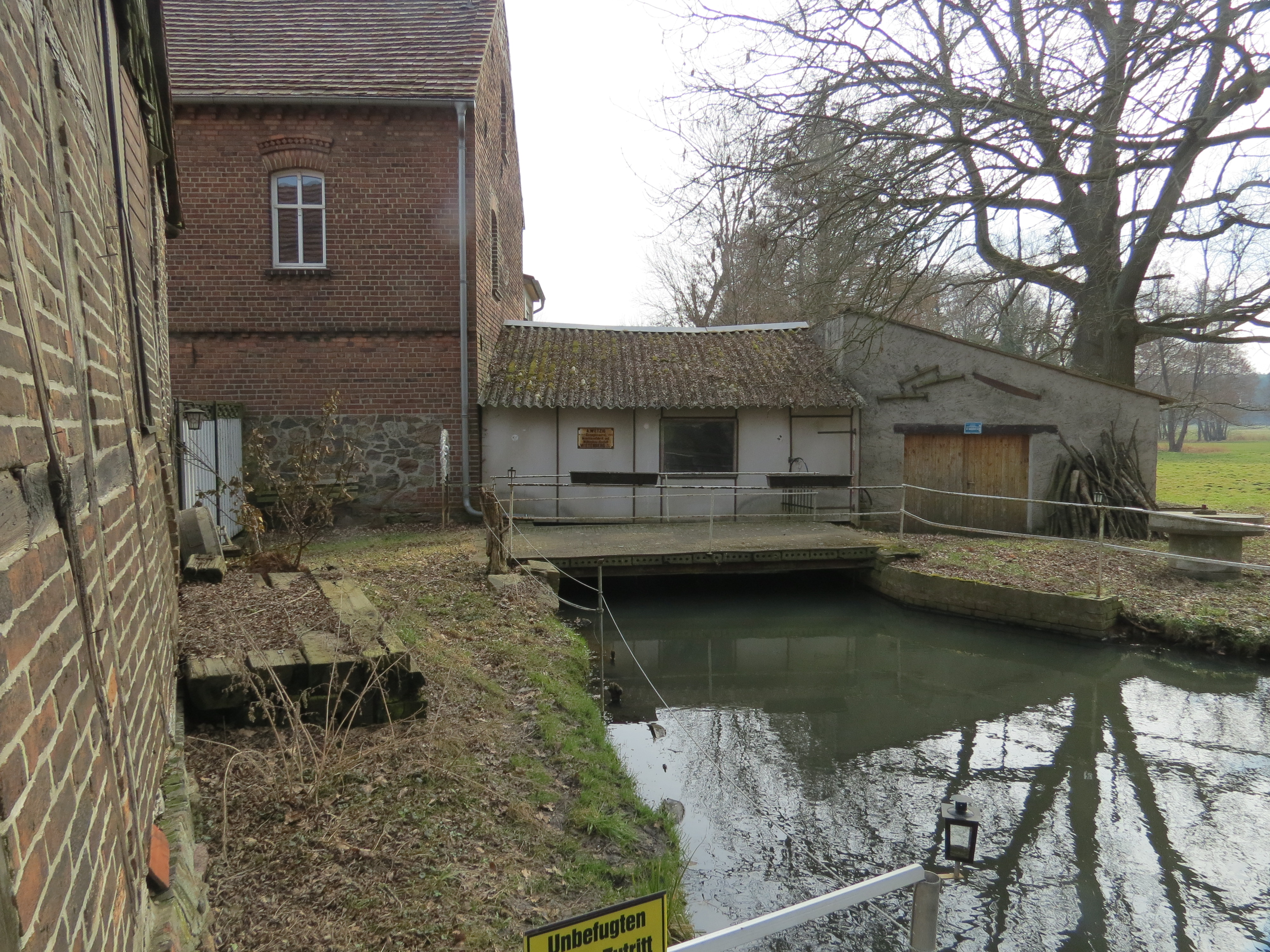
Turbinenhaus

## Mühlengebäude und wasserbauliche Anlagen
Auf der Reinkarte von 1829 ist das Gehöft der Kleinen Mühle (oder Liedekahler Wassermühle) gut erkennbar. Es besteht aus vier Gebäuden, wobei ein Gebäude auf dem gegenüberliegenden Ufer der Dahme steht. Man darf annehmen, dass es sich bei diesem Gebäude schon um die später an dieser Stelle nachgewiesene Sägemühle handelt. Die Wassermühle Liedekahle wurde 1925 mit einer Francisturbine ausgerüstet, die heute noch (funktionsuntüchtig) im Radhaus vorhanden ist. Sie wurde von der Fa. A. Wetzig, Eisengiesserei, Maschinenfabrik und Mühlenbau-Anstalt in Wittenberg geliefert. Das alte Mühlengebäude (wie auch die Sägemühle) war vor dem Einbau der Turbine abgebrannt. Die Liedekahler Wassermühle war bis 1956 in Betrieb.

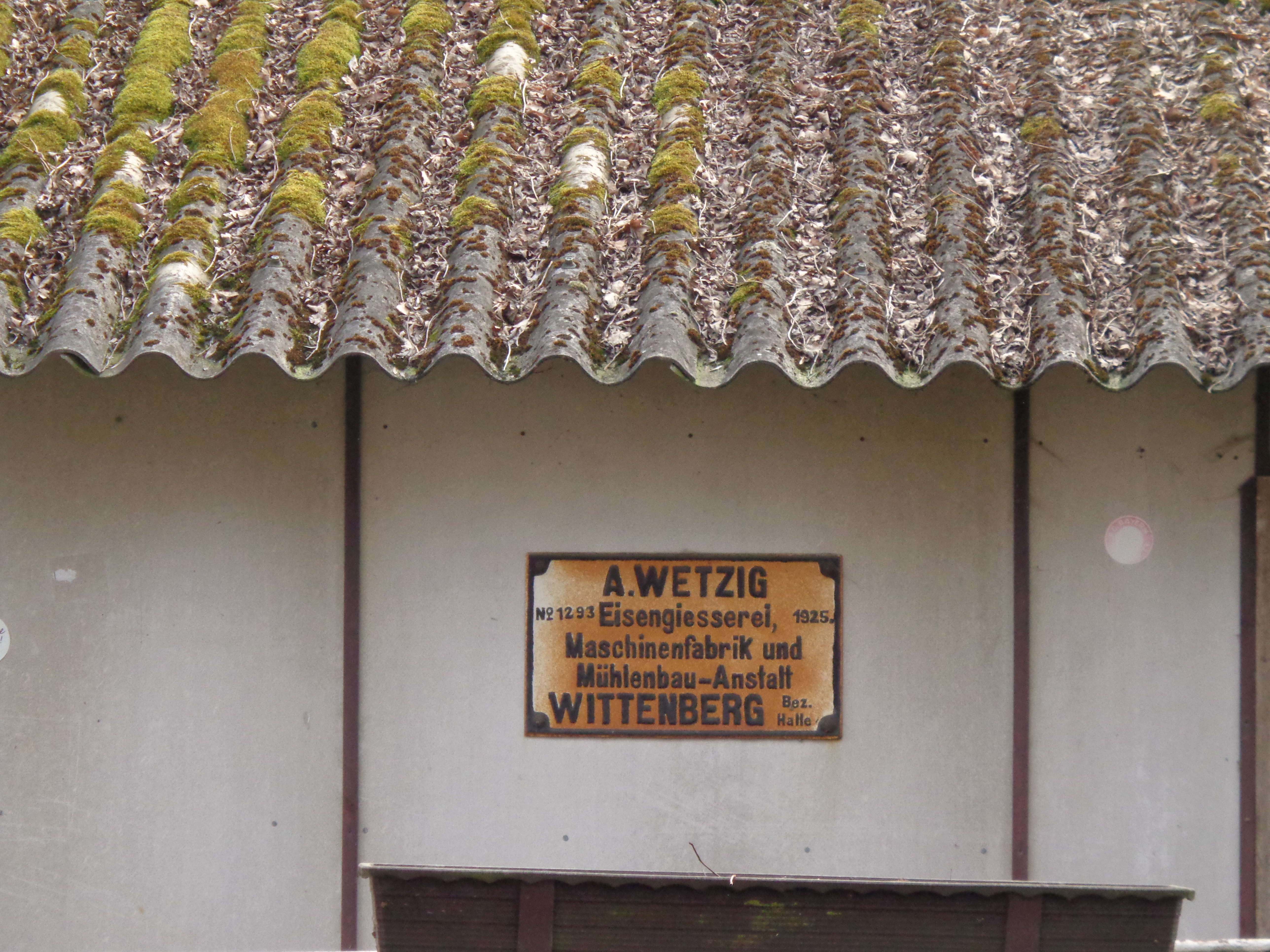
Schild der Fa. Fa. A. Wetzig, Eisengiesserei, Maschinenfabrik und Mühlenbau-Anstalt in Wittenberg

Auf der „Reinkarte“ der Feldmark Liedekahle von 1870 ist ein größerer Mühlenteich bei der Liedekahler Wassermühle eingezeichnet. Er wurde später mit Abraum aus dem ausgehobenen Flussbett der Dahme verfüllt. Ein Umflutkanal ist weiträumig um das Grundstück herumgeführt. Die Dahme ist unmittelbar vor der Mühle durch ein Wehr gestaut und passiert nur noch die Freiarche.

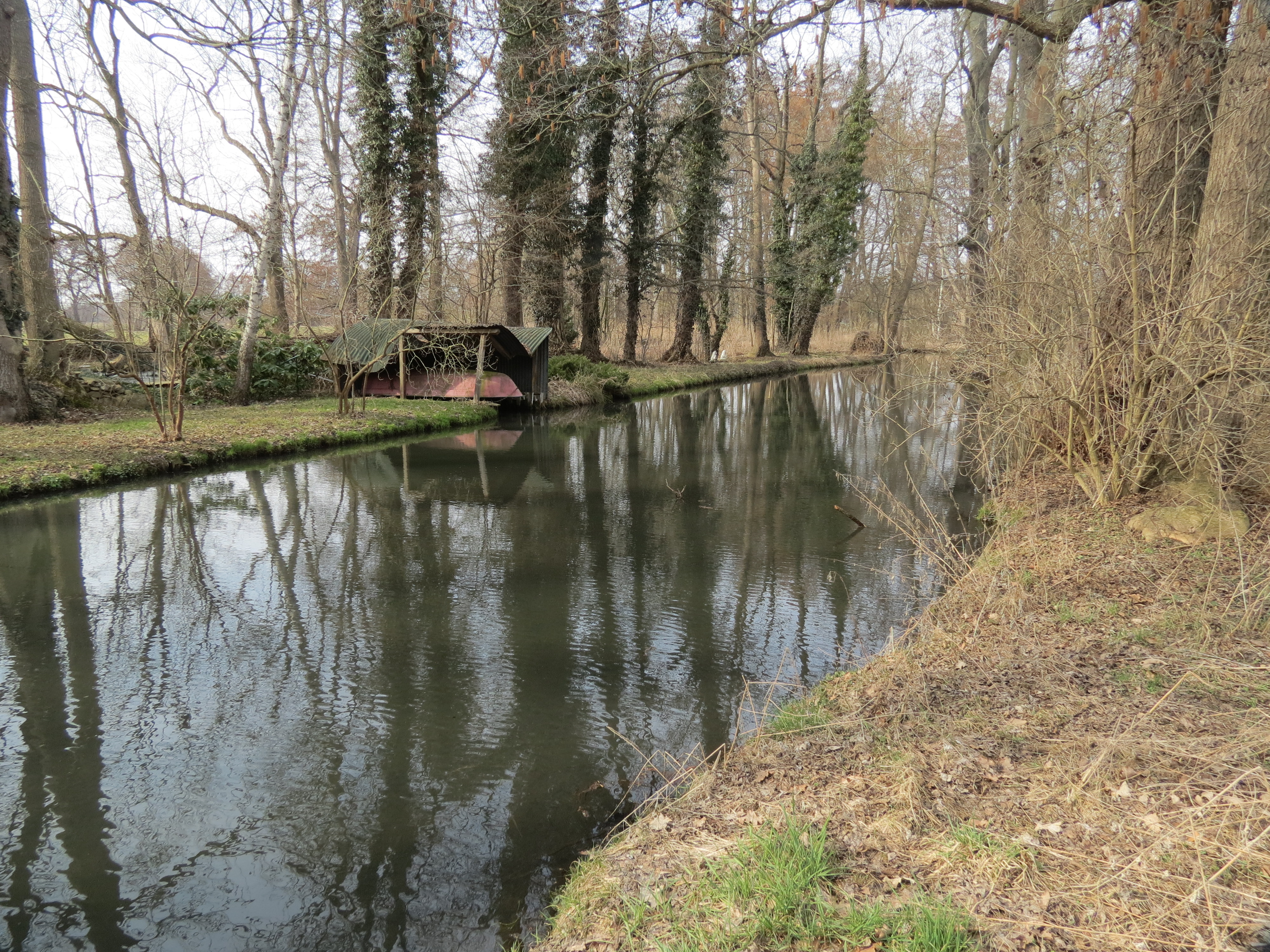
Aufgestaute Dahme vor der Wassermühle